# Whataroa (fleuve)
Le fleuve Whataroa  (anglais : Whataroa River, parfois appelée Wataroa River ), est un cours d'eau de la partie sud de la région de la West Coast dans l’Ile du Sud de la Nouvelle-Zélande. 

## Géographie

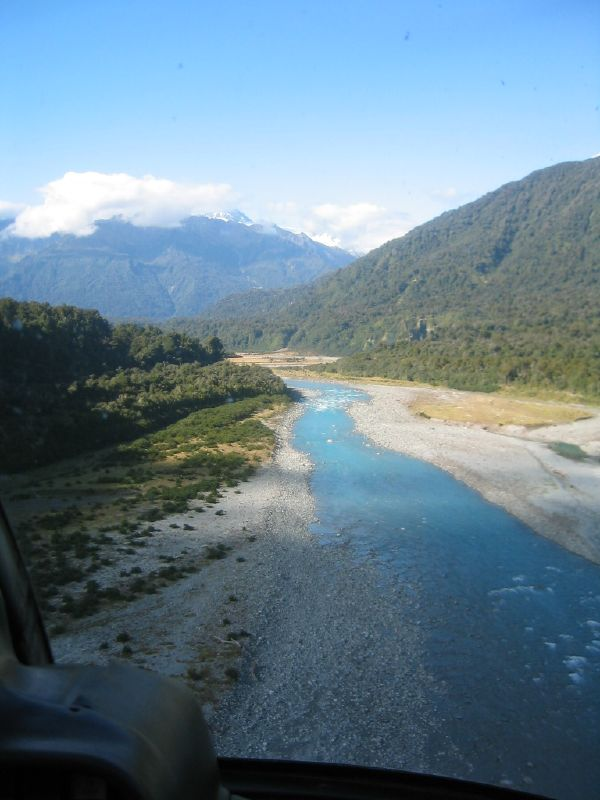
La rivière Whataroa.

Sa source se situe dans les Alpes du Sud et elle s’écoule vers le nord puis le nord-ouest, passant à travers le centre-ville de Whataroa sur le côté est avant d’atteindre la mer de Tasman juste au sud de Abut Head. Le fleuve est alimenté par de nombreux affluents, tels que la rivière Perth (rd), et est enjambée par la State Highway 6 sur son chemin allant de Whataroa jusqu'à Te Taho.

## Affluents
- La rivière Perth (rd[note 2]) environ 25 km avec trois branches
- la Rotokino (rd) environ 3 km venant du lac Rotokino.

## Activité
Le rafting d’eau vive est possibles sur la rivière  et constitue une activité touristique d’aventure.  L’accès aux portions supérieures de la rivière pour le rafting  se fait soit par une randonnée pédestre, soit par hélicoptère.